# Цайлингольд, Эстер
Эсте́р Ца́йлингольд (ивр. אסתר ציילינגולד‎; 27 июня 1925, Лондон, Великобритания — 29 мая 1948, Израиль, Иерусалим) — израильская военнослужащая, доброволец из Великобритании, героически погибшая в битве за Иерусалим во время Войны за независимость Израиля. В её честь названы улица в Иерусалиме, мемориальный лес в кибуце Лави, различные учреждения, фонды и стипендиальные программы в Израиле и Великобритании.

## Биография
Эстер Цайлингольд родилась в Уайтчепеле в семье выходцев из Польши Моше-Лейба Цайлингольда и Ханы Фенихель. Её родители переехали в 1920 году из Варшавы в Лондон, где открыли популярный в Ист-Энде магазин еврейской книги. В детстве посещала престижную Коллегиальную школу Северного Лондона. Впоследствии училась на преподавателя английского языка в Голдсмитском колледже.
Отец Эстер Цайлингольд был одним из основателей сионистской молодёжной организации «Ха-шомер ха-дати» движения «Мизрахи». С подросткового возраста она принимала участие в деятельности «Брит халуцим датиим» («Союз религиозных халуцим»), молодёжной религиозной организации, занимавшейся подготовкой групп к репатриации в Палестину и работе в кибуцах. Перед репатриацией занималась волонтерской работой в лагерях еврейских беженцев в Англии.
Репатриировалась в Эрец-Исраэль 1 декабря 1946 года. Поселилась в Иерусалиме и устроилась на работу по специальности в английской школе Эвелины де Ротшильд. Погружаясь в местные события, стала выражать несогласие с британской политикой в отношении ишува и прибывавших на территорию мандата еврейских беженцев. В октябре 1947 года, продолжая работать учительницей, начала посещать тренировки Хаганы. В январе 1948 года оставила школу Эвелины де Ротшильд и стала штатным солдатом. Сначала служила на базе Хаганы, затем принимала участие в обороне квартала Неве Яаков в Восточном Иерусалиме. В дополнение к своим обязанностям, была диктором англоязычной радиовещательной службы Хаганы и писала статьи для периодической печати. Во время службы неоднократно пыталась получить перевод в гарнизон, защищавший еврейский квартал в Старом городе Иерусалима.
Прибыла в Старый город Иерусалима под видом британской учительницы в конце апреля 1948 года. Ей было поручено обеспечение форпостов Хаганы оружием, боеприпасами и провиантом. После первых боестолкновений в Старом городе, 16 мая 1948 года, заняла должность стрелка.
27 мая 1948 года Эстер Цайлингольд покинула госпиталь, где находилась после ранения, чтобы стать на защиту еврейских кварталов Иерусалима от мощного штурма, предпринятого иорданским Арабским легионом. В тот же день снова была серьёзно ранена, когда здание, в котором она находилась, рухнуло от попадания снаряда. Умерла на территории Армянской школы 29 мая 1948 года. Была рекомендована командиром защитников Еврейского квартала Старого города Моше Руснаком на получение знака «ЦАЛАШ» за проявленное в боях личное мужество.
О героизме Эстер много писали в прессе Израиля, Англии и Америки, а также в различных книгах. 10 сентября 1950 года она была перезахоронена на военном кладбище на горе Герцль в Иерусалиме.